# دانشگاه آزاد اسلامی یادگار امام

 دانشگاه آزاد اسلامی واحد یادگار امام  (انگلیسی: Islamic Azad University, Shahr-e-Rey Branch) یک دانشگاه آزاد اسلامی که درسال ۱۳۶۱ تأسیس شد.

## دانشکده‌ها
- ‍۱. دانشکده مهندسی برق و کامپیوتر[۳]

- ۲. دانشکده فنی و مهندسی و علوم پایه[۴]

- ۳. دانشکده مدیریت و حسابداری[۵]

- ۴. دانشکده علوم انسانی[۶]

- ۵. دانشکده هنر و معماری[۷]

- ۶. دانشکده ابوالفتوح رازی [۸]

- ۷. دانشکده مهارت و کارآفرینی تهرانسر[۹]

- ۸. دانشکده مهارت و کارآفرینی ازگل[۱۰]

- ۹. دانشکده مهارت و کارآفرینی شریعتی[۱۱]

- ۱۰. دانشکده مهارت و کارآفرینی کَن[۱۲]

- ۱۱. دانشکده مهارت و کارآفرینی جنت آباد[۱۳]

## مقالات و کنفرانس ها
این دانشگاه تاکنون ۵۲۳۰ مقاله منتشر کرده است. و صاحب امتیاز و ناشر ۵ مجله تخصصی شده، علاوه بر این تاکنون ۲۶۰ مقاله معتبر بین المللی نیز از این مرکز استخراج شده است .

## استادان سرشناس
- عبّاس زریاب خویی[۱۵]